# Sally Yeh
Sally Yeh Chien-wen (cinese tradizionale: 葉蒨文; cinese semplificato: 叶蒨文; pinyin: Yè Qiànwén; jyutping: Jip6 Sin3 Man4; Taipei, 30 settembre 1961) è una cantante cinese di Hong Kong, con origini di Zhongshan nel Guangdong.

## Biografia

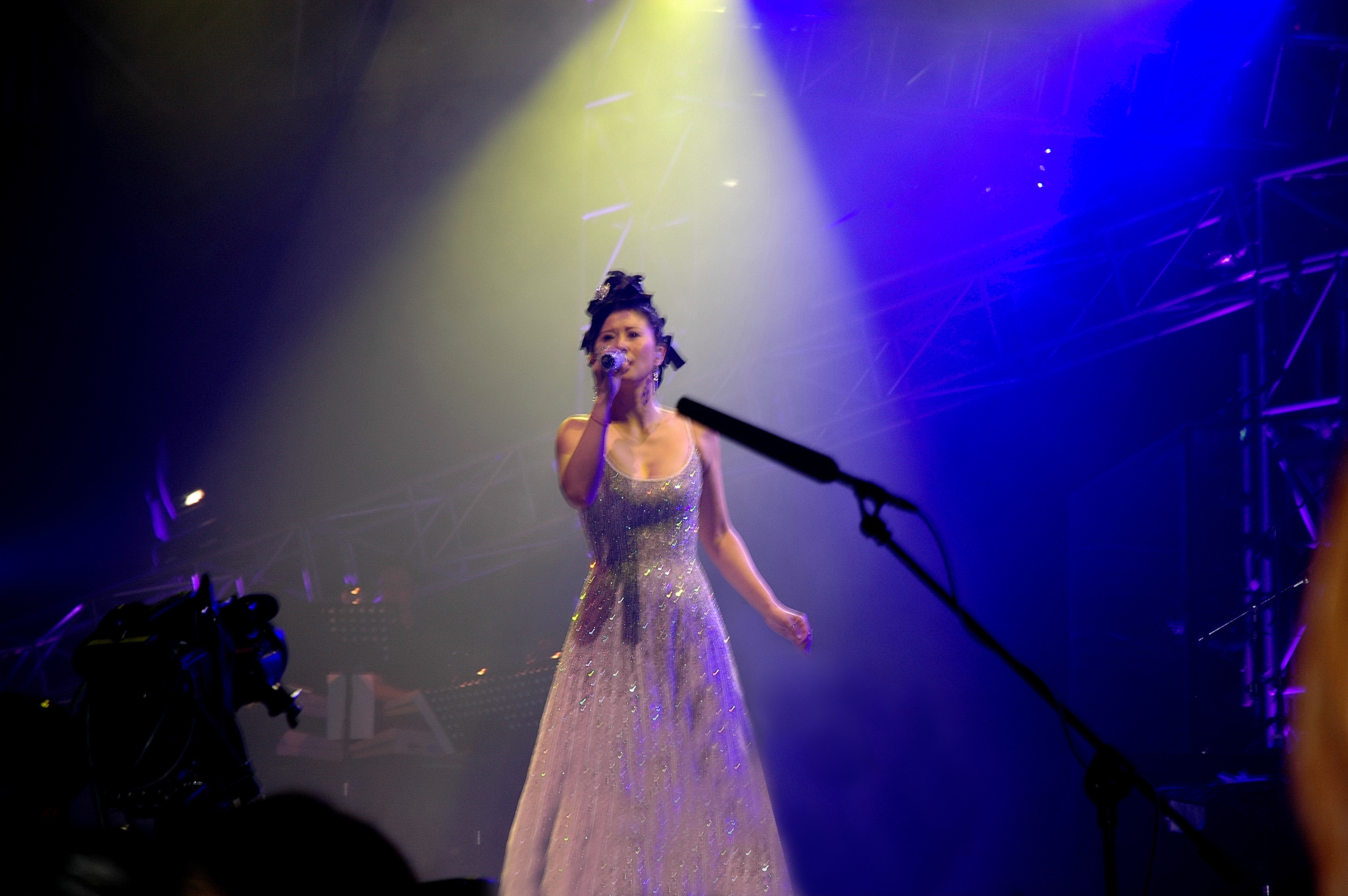
Sally Yeh sul palco del concerto "Sally Yeh HKPO Live - Music in Motion Concert 2005", insieme all'Orchestra Filarmonica di Hong Kong, ad agosto del 2005.

Seppur nata a Taipei, nell'isola di Taiwan, Sally Yeh è cresciuta a Victoria, nella Columbia Britannica canadese. La sua carriera musicale è iniziata nei primi anni '80, continuando poi per tre decadi rendendola una delle dive della musica di Hong Kong. Yeh ha pubblicato 30 album studio, più una quarantina di altre pubblicazioni tra album live e raccolte. I testi sono cantanti in cantonese, cinese ed inglese. Grazie alla preparazione musicale in ambito jazz, la cantante riesce a coprire un'ampia gamma di generi musicali, destreggiandosi tra registrazioni originali e cover di grandi successi occidentali, quali quelli di Madonna e Céline Dion. Grazie proprio alla sua reinterpretazione di My Heart Will Go On, Yeh si è guadagnata l'appellativo di  "Celine Dion di Hong Kong". Tra gli anni '80 e i '90, la sua popolarità era pari solo a quella delle colleghe Anita Mui e Priscilla Chan.
La cantante ha anche partecipato ad un vario numero di colonne sonore, principalmente per film di Tsui Hark. Tra le sue canzoni più popolari di questo genere, si annovera Lai Ming But Yiu Loi tratta dalla colonna sonora di A Chinese Ghost Story (1987), la quale ha vinto il premio per la "Miglior Canzone Originale" ai settimi Hong Kong Film Awards. Altre hit del genere includono A Woman's Weakness, Heart of Fire, Cheers, Bless, Bygone Wound, Believe in Yourself (in duetto con Alex To), Ten Past Midnight, You Have to Leave Today ed I Want To Keep Living.
La carriera di Yeh ha subito un arresto nel 1996, quando ha sposato il collega cantautore di Hong Kong George Lam. Tuttavia, la cantante è tornata sulle scene cantopop nel 2002 pubblicando un nuovo album intitolato Can You Hear, al quale ha fatto seguito un tour di concerti. Al 2003 risale la sua ultima pubblicazione, Inside Out, tuttavia Yeh continua a partecipare a tour di concerti propri o di altri colleghi cantanti, quali Joey Yung, il marito George Lam, Liza Wang ecc.
Il 7 gennaio 2011, Sally Yeh ha ricevuto il premio Golden Needle alla trentatreesima RTHK Top Ten Chinese Gold Song Music Award Ceremony, tenutasi allo Science Park di Hong Kong. Il premio Golden Needle è un importante riconoscimento alla carriera nell'ambito del mondo musicale cinese.

## Discografia
| Anno | Titolo inglese         | Titolo originale   | Lingue            |
| ---- | ---------------------- | ------------------ | ----------------- |
| 1980 | Embossing Spring       | 春天的浮雕         | Cantonese-inglese |
| 1981 | Love Poem              | 愛的詩篇           | Cantonese-inglese |
| 1982 | The Beginning of Love  | 愛的出發點         | Cantonese-inglese |
| 1982 | Promise Me             | 答應我             | Cantonese-inglese |
| 1983 | -                      | 再好的離別也會思念 | Cantonese-inglese |
| 1984 | Sally                  | 葉蒨文             | Cantonese-inglese |
| 1985 | My Love Goodnight      | 長夜               | Cantonese-cinese  |
| 1986 | Cha Cha Cha            | -                  | Cantonese-cinese  |
| 1987 | Sweet Words            | 甜言密語           | Cantonese         |
| 1987 | Blessing               | 祝福               | Cantonese-inglese |
| 1989 | Face to Face           | 面對面             | Cantonese         |
| 1990 | -                      | 珍重               | Cantonese         |
| 1990 | Fall Has Come and Gone | 秋去秋來           | Cantonese         |
| 1991 | -                      | 關懷               | Cantonese         |
| 1991 | Cool Walk              | 瀟灑走一回         | Cantonese-inglese |
| 1992 | Red Ashes              | 紅塵               | Cantonese-inglese |
| 1992 | -                      | 真心真意過一生     | cinese            |
| 1993 | Another Day With You   | 與你又過一天       | Cantonese-cinese  |
| 1993 | Moon's Heart           | 明月心             | Cantonese         |
| 1994 | A Woman's Weakness     | 女人的弱點         | Cantonese-cinese  |
| 1994 | The Day Lovers Split   | 離開情人的日子     | Cantonese         |
| 1995 | Simple Black & White   | -                  | Cantonese         |
| 1995 | -                      | 真心               | Cantonese         |
| 1996 | True                   | -                  | Cantonese         |
| 1996 | -                      | 燭光               | Cantonese         |
| 1997 | -                      | 蒨意               | Cantonese         |
| 1997 | Concern                | 關心               | Cantonese         |
| 1998 | My Heart Will Go On    | 繫我心弦           | Cantonese         |
| 2002 | You Heard              | 你聽到             | Cantonese-cinese  |
| 2003 | Inside Out             | 出口               | Cantonese         |

## Filmografia
- 一根火柴
- Marianna 賓妹 (a.k.a. 你要活著回去) (1982)
- Crimson Street 殺人愛情街 (1982)
- A Flower in the Storm (a.k.a. Falling in the Rain Flowers) 飄零雨中花 (1983)
- A Certain Romance 少女日記 (1984)
- Funny Face 醜小鴨 (1984)
- Golden Queen Commando (a.k.a. Amazon Commando/Jackie Chan's Crime Force/Sexy Commando) 紅粉兵團 (1984)
- Pink Force Commando (Sequel) 紅粉游俠 (a.k.a. 烈血長天) (1984)
- Shanghai Blues 上海之夜 (1984)
- The Occupant (a.k.a. The Tenant) 靈氣迫人 (1984)
- Teppanyaki 鐵板燒 (1984)
- Mob Busters 惡漢笑擊隊 (a.k.a.情報販子) (1985)
- Seven Foxes X陷阱 (1985)
- Cupid One 愛神一號 (1985)
- Just For Fun 空心少爺 (1985)
- The Protector 威龍猛探 (1985) (Hong Kong version)
- Welcome 補鑊英雄 (1986)
- Aces Go Places 4 (a.k.a. Mad Mission IV/You Never Die Twice) 最佳拍擋IV之千里救差婆 (1986)
- Peking Opera Blues 刀馬旦 (1986)
- Vampire Strikes Back (1988)
- The Laser Man (1988)
- Diary of A Big Man 大丈夫日記 (1988)
- I Love Maria (a.k.a. RoboForce) 鐵甲無敵瑪利亞 (1988)
- Spirit vs. Zombie (1989)
- The Killer 喋血英雄 (1989)
- The Banquet 豪門夜宴 (1991)
- Sisters of the World Unite 莎莎嘉嘉站起來 (1991)
- Love Under the Sun (2003)[1][2]